# Phyllonorycter salicicolella
Phyllonorycter salicicolella là một loài bướm đêm thuộc họ Gracillariidae. Nó được tìm thấy ở khắp châu Âu ngoại trừ bán đảo Balkan.
Sải cánh dài 7–9 mm. Có hai lứa trưởng thành vào tháng 5 và một lần nữa vào tháng 7 và tháng 8 
Ấu trùng ăn Salix aurita, Salix caprea, Salix cinerea và Salix myrsinifolia. Chúng ăn lá nơi chúng làm tổ. They create a small, lower-surface, tentiform mine, often touching the leaf margin. Pupation takes place in a flimsy, whitish or pale yellowish cocoon withtrong mine. The frass is deposited in a corner of the mine.